# Moselle Open 2013
Il Moselle Open 2013 è stato un torneo di tennis giocato sul cemento indoor. È stata l'11ª edizione del torneo, che fa parte della categoria ATP World Tour 250 series nell'ambito dell'ATP World Tour 2013. Si è giocato all'Arènes de Metz di Metz in Francia, dal 16 al 22 settembre 2013.

## Partecipanti

### Teste di serie
| Nazionalità | Giocatore             | Ranking | Testa di serie* |
| ----------- | --------------------- | ------- | --------------- |
| Francia     | Jo-Wilfried Tsonga    | 8       | 1               |
| Francia     | Gilles Simon          | 16      | 2               |
| Italia      | Andreas Seppi         | 22      | 3               |
| Germania    | Philipp Kohlschreiber | 25      | 4               |
| Francia     | Benoît Paire          | 28      | 5               |
| Stati Uniti | Sam Querrey           | 31      | 6               |
| Francia     | Jérémy Chardy         | 39      | 7               |
| Germania    | Florian Mayer         | 44      | 8               |

* Le teste di serie sono basate sul ranking al 9 settembre 2013.

### Altri partecipanti
I seguenti giocatori hanno ricevuto una wildcard per il tabellone principale:
- Paul-Henri Mathieu
- Albano Olivetti
- Gilles Simon

I seguenti giocatori sono passati dalle qualificazioni:

- Márton Fucsovics
- Marc Gicquel
- Pierre-Hugues Herbert
- Miša Zverev

## Campioni

### Singolare
Gilles Simon ha sconfitto in finale  Jo-Wilfried Tsonga per 6-4, 6-3.
- È l'undicesimo titolo in carriera per Simon, il primo del 2013.

### Doppio
Johan Brunström /  Raven Klaasen hanno sconfitto in finale  Nicolas Mahut /  Jo-Wilfried Tsonga per 6-4, 7–6(5).